# Galler (stängsel)

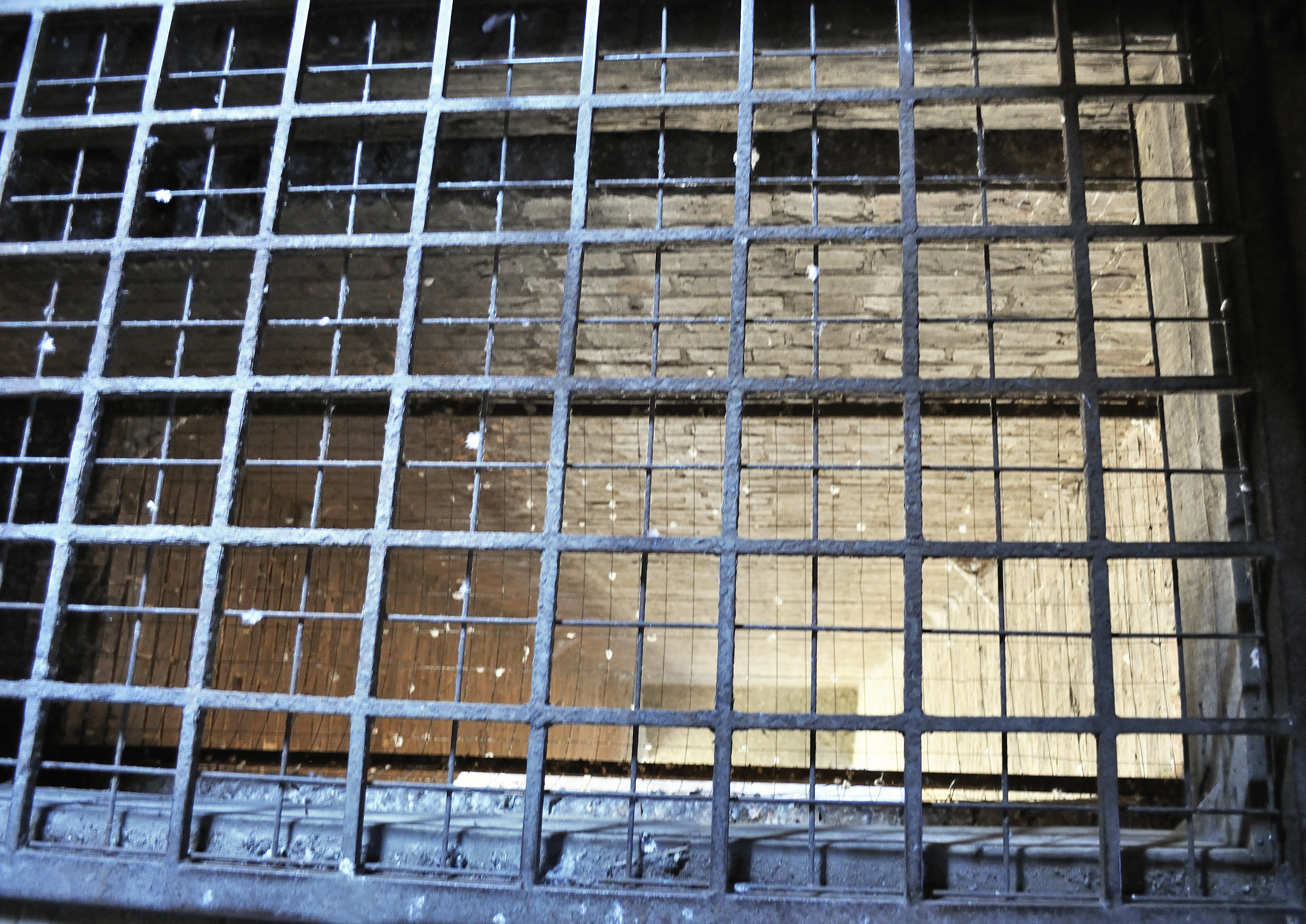
Ett galler framför ett fönster.

Galler är en delvis genomsynlig avskärmningsanordning, bestående av parallella stänger (ofta av metall) inom en ram. Det används som stängsel eller avgränsning. Olika varianter av galler kan användas som grind (gallergrind), dörr (gallerport), på ett fängelse (fängelsegaller) och som jalusi (spjälgaller). I en bur kallas ofta ett kraftigare nät för galler.     
Ett alternativt ord med mer abstrakt betydelse är gitter.
Ordet galler finns i svensk skrift sedan 1541. I fornsvenska finns det motsvarande ordet galdror, en pluralform som eventuellt är avlett av det dåvarande ordet gadder med betydelsen galler. Detta senare ord anses stamma från lågtyskans gaddere som även det betyder galler.